# Paula Szkody
La doctora Paula Szkody es una profesora del departamento de astronomía de la Universidad de Washington en Seattle. Se especializa en estrellas variables cataclísmicas, que son sistemas binarios que periódicamente tienen aumentos súbitos en su brillo. Es una participante activa de la búsqueda de novas enanas de SDSS. También ha trabajado con las misiones espaciales de XTE, ASCA, ROSAT, IUE, HST, EUVE y XMM-Newton.
En 2005 se convirtió en la Editora en Jefe de la revista astronómica Publications of the Astronomical Society of the Pacific (PASP). En 1978, se le otorgó en premio Premio Annie Jump Cannon de la Sociedad Astronómica Americana. Es una participante activa de la Asociación Americana de Observadores de Estrellas Variables, de la cual fue presidente en el periodo 2007-2008.